# Secret Invasion (televisieserie)
Secret Invasion is een Amerikaanse superheldenserie gebaseerd op het Marvel Comics-verhaal Secret Invasion geproduceerd door Marvel Studios en gedistribueerd door Walt Disney Motion Pictures.
De serie is bedacht door Kyle Bradstreet, en verschijnt op de streamingdienst Disney+. De serie speelt zich af in het Marvel Cinematic Universe. De cast bestaat uit Samuel L. Jackson als hoofdpersonage Nick Fury, Ben Mendelsohn als Talos, Kingsley Ben-Adir als Gravik, Charlayne Woodard als Varra / Priscilla Fury, Killian Scott als Pagon, Samuel Adewunmi als Beto, Dermot Mulroney als President Ritson, Richard Dormer als Agent Prescod, Christopher McDonald als Chris Stearns, Katie Finneran als Rosa Dalton, Emilia Clarke als G'iah, Olivia Colman als Sonya Falsworth en Don Cheadle als James Rhodes.
De televisieserie is geregisseerd door Ali Selim, en verschijnt 21 juni 2023 op Disney+.

## Verhaal
De buitenaardse wezens die kunnen gedaante verwisselen, de Skrulls, hebben alle aspecten van leven op aarde geïnfiltreerd. Nick Fury zet alles op alles om de mensheid te beschermen tegen de Skrull-invasie.

## Rolverdeling
| Acteur / Actrice     | Personage                    | Notitie | Seizoen     | Seizoen |
| Acteur / Actrice     | Personage                    | Notitie | 1           |         |
| -------------------- | ---------------------------- | --- | ----------- | ------- |
| Samuel L. Jackson    | Nick Fury                    | De voormalige directeur van S.H.I.E.L.D., die werkt voor S.A.B.E.R. in ruimte. Maar wordt terug gehaald naar de aarde voor de oorlog tussen de Skrulls. | Hoofdrol    |         |
| Kingsley Ben-Adir    | Gravik                       | De leider van een vijandige Skrull-stam, tevens lid van de Skrull Raad. Gravik krijgt later Extremis, en Groot krachten waardoor hij zichzelf Super-Skrull noemt. Een jongere Gravik wordt gespeeld door Lucas Persaud. | Hoofdrol    |         |
| Emilia Clarke        | G'iah                        | De dochter van Talos, die zich tegen Nick Fury heeft gekeerd. G'iah krijgt later Extremis krachten, en is daarmee een Super-Skrull. Een jonge G'iah verscheen eerder in Captain Marvel (2019), gespeeld door Auden L. Ophuls en Harriet L. Ophuls. | Hoofdrol    |         |
| Killian Scott        | Pagon                        | De rechterhand van vijandige Skrull-stam leider Gravik. | Hoofdrol    |         |
| Don Cheadle          | Raava / James Rhodes         | Een Skrull die zich vermomd als voormalig luitetant-kolonel van de United States Armed Forces, oud-contactpersoon tussen de DA en Stark Industries, beste vriend van overleden Tony Stark, oud-Avenger (War Machine) en adviseur van de president van de Verenigde Staten, James Rhodes. In de derde aflevering is de stem van James Rhodes te horen. | Hoofdrol    |         |
| Ben Mendelsohn       | Talos                        | De leider van een goedaardige Skrull-stam en een vriend van Fury. | Hoofdrol    |         |
| Olivia Colman        | Sonya Falsworth              | Een MI-6 agent en afstammeling van Howling Commando lid, James Montgomery Falsworth. | Hoofdrol    |         |
| Charlayne Woodard    | Varra / Priscilla Davis-Fury | Een Skrull vluchteling die Nick Fury ontmoette en trouwde, onder de identiteit van Priscilla Davis-Fury. | Hoofdrol    |         |
| Samuel Adewunmi      | Beto                         | Een Skrull vluchteling. | Terugkerend |         |
| Irmena Chichikova    | Kreega                       | Een hoog gerangschikte Skrull, die dicht samenwerkt met G'iah en zich vermomd als een Russische protestant. | Terugkerend |         |
| Katie Finneran       | Rosa Dalton                  | Een Skrull die zich vermomd als de dokter Rosa Dalton. | Terugkerend |         |
| Cobie Smulders       | Maria Hill                   | Een voormalig S.H.I.E.L.D. agent die al jaren lang samenwerkt met Nick Fury. | Terugkerend |         |
| Dermot Mulroney      | President James Ritson       | De president van de Verenigde Staten. | Terugkerend |         |
| Michael Epp          | Ruben Steiner                | Een Skrull die zich vermomd als een lid van president Ritson's beveiligingsteam bij het Witte Huis, Ruben Steiner. | Terugkerend |         |
| Christopher McDonald | Chris Stearns                | Een Skrull die zich vermomd als de FXN nieuwslezer Chris Stearn, tevens een lid van de Skrull Raad. | Terugkerend |         |
| Anna Madeley         | Pamela Lawton                | Een Skrull die zich vermomd als premier minister van het Verenigd Koninkrijk Pamela Lawton, tevens een lid van de Skrull Raad. | Terugkerend |         |
| Mark Bazeley         | Victor Dalton                | Een Skrull die zich vermomd als dokter en man van Rosa Dalton, Victor Dalton. | Terugkerend |         |
| Mark Lewis           | Zirksu                       | Een Skrull. | Terugkerend |         |
| Jack Gouldbourne     | Nuro                         | Een Skrull. | Terugkerend |         |
| Martin Freeman       | Everett K. Ross              | Een Skrull die vermomd als voormalig CIA-agent die eerder samen heeft gewerkt met Black Panther en de Avengers. De daadwerkelijke Everett K. Ross verscheen eerder in Captain America: Civil War (2016), Black Panther (2018) en Black Panther: Wakanda Forever (2022). | Terugkerend |         |
| Tony Curran          | Derrik Weatherby             | Een Skrull die vermomd als een MI6 lid en collega van Sonya Falsworth, Derrik Weatherby. | Terugkerend |         |
| Uriel Emil           | Vasily Poprischchin          | Een voormalig rebel die een kunstgalerij bezit, wiens identiteit wordt overgenomen door wapenhandelaar Skrull. | Terugkerend |         |
| Giampiero Judica     | Sergio Caspani               | Een Skrull die zich vermomd als de secretaris-generaal van de NAVO Sergio Caspani, tevens een lid van de Skrull Raad. | Terugkerend |         |
| Ben Peel             | John Brogan                  | Een Skrull die zich vermomd in een Amerikaans protestant tegen de Russen. | Terugkerend |         |
| Nisha Aaliya         | Raava                        | Een Skrull die zich vermomd als James Rhodes. | Terugkerend |         |
| Seeta Indrani        | Shirley Sagar                | Een Skrull die zich vermomd als de krachtige autoriteitsfiguur Shirley Sagar, tevens een lid van de Skrull Raad. | Terugkerend |         |
| Christopher Goh      | Jack Hyun-Bin                | Een Skrull die zich vermomd als de krachtige autoriteitsfiguur Jack Hyun-Bin, tevens een lid van de Skrull Raad. | Terugkerend |         |
| Richard Dormer       | Agent Prescod                | Een CIA-agent die de samenzwering van de Skrulls op aarde ontdekte, en oud-collega van Everett K. Ross | Bijrol      |         |
| O-T Fagbenle         | Rick Mason                   | Een internationale smokkelaar en onafhankelijke contractant met verschillende vliegtuigen tot zijn beschikking. Rick Mason was een bondgenoot van Natasha Romanoff / Black Widow terwijl ze op de vlucht was voor Thunderbolt Ross na de Civil War. Rick Mason verscheen eerder in de film Black Widow (2021). | Bijrol      |         |
| Charlotte Baker      | Soren                        | Een Skrull, de vrouw van Talon en moeder van G'iah. Ze werd door onder andere Carol Danvers / Captain Marvel, Nick Fury en Maria Rambeau gered in 1995 vanuit het Skrull vluchtelingenschip. In 2024 vermomde ze zich samen met Talos, als Maria Hill en Nick Fury. Soren werd later vermoord door Gravik. Haar menselijke vorm wordt gespeeld door Kate Braithwaite. Soren verscheen eerder in de films Captain Marvel (2019) en Spider-Man: Far From Home (2019), gespeeld door Sharon Blynn. | Gastrol     |         |
| Juliet Stevenson     | Elizabeth Hill               | De moeder van Maria Hill. | Gastrol     |         |
| Saverio Buono        | Italiaanse Premier           | De premier van Italië. | Gastrol     |         |
| Chiraz Aïch          | Franse President             | De president van Frankrijk. | Gastrol     |         |
| David Bark-Jones     | Bob Fairbanks                | Een Skrull die zich vermomd als een hoog hoog gerangschikte officier van de Royal Navy, Bob Fairbanks. | Gastrol     |         |
| Alasdair Noble       | Zachary Fairbanks            | De zoon van Bob Fairbanks. | Gastrol     |         |
| Mark Noble           | Dave Matailton               | Een luitenant commandant van de Royal Navy, waar Pagon zich in vermomd. | Gastrol     |         |
| Richard Teverson     | Stafchef                     | De stafchef van de president van de Verenigde Staten. | Gastrol     |         |
| Lucy Newman-Williams | Joint Chief Chairman         | Een hooggeplaatste overheidspersoon binnen de Joint Chiefs of Staff van de Amerikaanse federale overheid | Gastrol     |         |

## Afleveringen
| Nr.                                                                 | Titel        | Regisseur | Schrijvers                                       | Releasedatum | IMDB-score |
| ------------------------------------------------------------------- | ------------ | --------- | ------------------------------------------------ | ------------ | ---------- |
| 1.                                                                  | Resurrection | Ali Selim | Kyle Bradstreet & Brian Tucker                   | 21 juni 2023 | 7.1        |
| Nick Fury ontdekt een clandestiene invasie van Skrulls op aarde.    |              |           |                                                  |              |            |
| 2.                                                                  | Promises     | Ali Selim | Kyle Bradstreet, Brian Tucker & Brant Englestein | 19 juni 2023 | 7.2        |
| Fury worstelt met het verleden en de toekomst.                      |              |           |                                                  |              |            |
| 3.                                                                  | Betrayed     | Ali Selim | Kyle BRadstreet, Roxanne Paredes & Brian Tucket  | 5 juli 2023  | 6.9        |
| Fury onthult een samenzwering door rebel Skrulls.                   |              |           |                                                  |              |            |
| 4.                                                                  | Beloved      | Ali Selim | Kyle Bradstreet & Brian Tucker                   | 12 juli 2023 | 7.4        |
| Fury moet enkele harde opofferingen doen.                           |              |           |                                                  |              |            |
| 5.                                                                  | Harvest      | Ali Selim | Kyle Bradstreet & Brian Tucker                   | 19 juli 2023 | 6.9        |
| Fury verzamelt zijn bondgenoten. Gravik krijgt te maken met onrust. |              |           |                                                  |              |            |
| 6.                                                                  | Home         | Ali Selim | Kyle Bradstreet & Brian Tucker                   | 26 juli 2023 | 5.5        |
| Het lot van de mensheid rust op Fury's schouders.                   |              |           |                                                  |              |            |